# 헤비 메탈
헤비 메탈(heavy metal)은 1960년대 말에서 1970년대 초, 영국과 미국 등지에서 발달한 록 장르 중 하나로서 'HEAVY METAL ROCK AND ROLL'의 줄임말이다. (간단하게 메탈이라고 하면 헤비 메탈을 뜻한다.) 사이키델릭 록과 블루스 록을 기반으로 헤비 메탈을 만들어낸 많은 밴드들은 고증폭된 디스토션과 더욱 길어진 기타 솔로, 강한 비트 그리고 전체적으로 시끄러워진 음악 등을 특징으로 굵고 육중한 사운드를 개발했다.
하드코어, 얼터너티브 록, 인더스트리얼 메탈 등도 헤비 메탈의 범주에 속하는 음악들이며 2000년대에 이르러 다원적 요소를 받아들인 헤비 메탈은 메탈코어, 데스 메탈, 뉴 메탈 등의 이름으로 불리고 있다.

## 특징
헤비 메탈 밴드의 악기 구성은 록 밴드의 구성과 대동소이하다. 다만 장르적 특성에 따라 추가되는 악기들이 있다. 전기 기타, 베이스 기타, 드럼이 기본을 이루며 부가적인 요소로 건반 악기와 신시사이저등이 사용된다. 드물게, 턴 테이블이나 클래식 악기 등이 도입되는 경우도 있다.

### 기타
일렉트릭 기타를 다루는 기타리스트는 보통 2명이 담당한다. 2명 중 한명은 리듬 기타, 다른 한명은 리드 기타를 담당한다. 리듬 기타를 담당하는 기타리스트는 베이스와 똑같은 코드로 연주를 하거나 1절과 2절의 리프를 반복해서 연주하는 것이 특징이다.
리드 기타를 담당하는 기타리스트에 비해서 실력이 부족한 경우 리듬 기타리스트가 되기도 하며, 또는 노래를 불러야 해서 리듬 기타리스트가 되는 경우도 있다. 메탈리카의 제임스 헷필드는 노래를 불러야 하기 때문에 리듬 기타리스트이고, 코러스 보컬인 커크 해밋이 리드 기타를 담당한다.
보컬이 꼭 리듬 기타를 담당해야하는 것은 아니다. 리드 기타를 담당하는 보컬도 있는데, 미국의 스래시 메탈 밴드 메가데스의 데이브 머스테인은 마땅한 이유가 없지만 욕심이 많은 경우라고 할 수 있다. 이 외에도 핀란드의 멜로딕 데스 메탈 밴드 칠드런 오브 보돔의 알렉시 라이호도 노래를 부르면서 자신이 리드 기타를 담당한다. 대한민국의 김태원도 리드기타이자 보컬이다
기타리스트가 꼭 2명일 필요도 없는 것이 사실이다. 미국의 헤비 메탈, 그루브 메탈 밴드 판테라의 기타리스트 다임백 데럴과 헤비 메탈, 얼터너티브 메탈 밴드 디스터브드의 기타리스트 덴 도네건은 혼자이다. 다임백 데럴과 덴 도네건은 하나의 기타로 두 개의 기타를 사용하는 것과 같은 강한 메탈 사운드를 자랑하여 굳이 기타리스트가 2명일 필요가 없었다. 기타리스트가 3명인 밴드도 있다. 영국의 헤비 메탈 밴드 아이언 메이든은 1999년부터 기타리스트가 3명으로 늘어났는데, 이 경우 기타 솔로를 두 명이서 동시에 연주하는 듀얼 솔로가 되며 다른 한명의 기타리스트가 베이시스트와 함께 백업 연주를 담당한다. 어벤지드 세븐폴드의 잭키 벤젠스, 시니스터 게이츠는 기타솔로를 할 때 V자 퍼포먼스를 선보이는데 이는 어벤지드 세븐폴드의 트레이드 마크가 됐다

### 드럼
록 밴드의 드러머는 일반적으로 베이스 드럼 하나를 사용한다.(원 베이스) 그러나 헤비 메탈 밴드의 드러머는 베이스 드럼을 2개 이상 두고 사용하기도 한다.(투 베이스) 하지만 최근에는 아이언 메이든의 드러머 니코 맥브레인처럼 원 베이스 드럼에 트윈 페달을 사용하는 경우가 많다. 원 베이스 드럼-킷에 트윈 페달을 사용하는 경우 투 베이스 드럼의 크기가 커서 불편하거나, 또는 굳이 쓸 필요가 없기 때문이다. 베이스 드럼을 무려 3개를 사용하는 경우도 있다. 미국의 프로그레시브 메탈밴드인 드림 시어터의 마이크 맨지니는 The Siamese Monster라고 하는 드럼을 사용하는데, 이 드럼킷은 베이스 드럼이 무려 3개나 된다. 또한 디스터브드의 마이크 웬그런도 베이스드럼을 3개나 사용하고 있다. 어벤지드 세븐폴드의 더 레브도 베이스드럼을 3개나 사용하였다.

### 보컬
헤비 메탈 밴드의 보컬은 강렬한 목소리가 특징이다. 과거 흑인 소울의 대가였던 리틀 리처드 등을 거쳐 레드 제플린의 로버트 플랜트 정도에서 완성되었다고 보이는, 소리치듯이 노래를 하는 샤우팅 창법이 많이 쓰인다. 그렇기 때문에 곡의 음역이 일반적인 팝보다 전체적으로 높은 경우가 많으나 보컬의 중요성이 상대적으로 떨어지는 스래시 메탈 등은 그렇지 않은 경우도 많다. 반대로 유럽이나 남미 등지의 파워 메탈은 아주 고음 역대의 가창이 이루어지는 밴드 음악이 많다. 하지만 팝 적이거나 소프라노, 메조소프라노 보컬을 채용하는 경우도 있다, 심포닉 메탈이나, 고딕 메탈에서는 좀 더 오케스트라/심포닉의 효과를 극대화하기 위해서 소프라노를 채용한다, 적절한 예로 에피카의 보컬 시모네 시몬스가 있다. 스래시 메탈 밴드 중에서도 조금 더 강렬한 밴드나 익스트림 메탈 쪽으로 가면 상당 밴드에서 보컬 역시 극단적인 창법을 사용한다. 여러 가지가 있으나 편의상 스크리밍과 그로울링정도로 분류할 수 있다. 둘 다 목소리를 자의적으로 왜곡시켜서 부르는 창법으로, 스크리밍은 아주 거칠고 찢어질듯한 소리를 중간 이상의 음역대에서 내며 그로울링은 일반적으로 낮은 음역대에서 굵고 거칠게 낸다. 스크리밍 창법이 강한 경우는 누 메탈이나 메탈코어, 멜로딕 데스 메탈 등에서 볼 수 있고, 그로울링 창법이 강한 경우는 하드코어나 데스 메탈, 블랙 메탈, 그라인드 코어 등에서 볼 수 있다.

### 건반 악기
헤비 메탈 밴드의 건반악기 혹은 신시사이저의 사용은 비교적 빈도가 낮으나 주로 인더스트리얼 메탈이나 프로그레시브 메탈, 고딕 메탈과 같은 하위 장르에서 자주 사용한다. 기계적인 효과나 다양한 음색을 표현하는데 부가적인 요소로 사용된다. 프로그레시브 메탈의 경우 해먼드 올겐도 자주 사용되는 편이다.(예를 들어 오페스와 같은 밴드의 경우)